# 5 Dywizja Morskich Nosicieli Rakiet
5 Dywizja Morskich Nosicieli Rakiet (5 DMNR) –  lotniczy związek taktyczny Sił Zbrojnych ZSRR i Federacji Rosyjskiej w strukturach Floty Północnej.

## Struktura i samoloty
| Struktura i samoloty w 1991        |              |         |
| Nazwa jednostki                    | Garnizon     | Samolot |
| Dowództwo dywizji                  | Olenogorsk   |         |
| 574 pułk morskich nosicieli rakiet | Łachta       | TU-22M3 |
| 924 pułk morskich nosicieli rakiet | Olenogorsk   | TU-22M  |
| 987 pułk morskich nosicieli rakiet | Sieweromorsk | TU-22M  |